# 法恩伯勒
法恩伯勒（Farnborough）是英國的一座城市，位於漢普郡東北部的拉什莫爾（Rushmoor）境內。法恩伯勒始建于撒克遜時期。法恩伯勒市內的法恩堡機場是全球主要航空展之一的法恩堡航空展之舉辦場地，其活動期間約在每年夏季的七月時。市內有三個火車站，商業頗為發達。機場附近有兩個商業區，市內也有多家商業機構。

## 友好城市
- 法國 默东

## 外部連結
- Rushmoor Borough Council （页面存档备份，存于）
- Historic Farnborough
- Hantsphere: Hampshire's Heritage in Place （页面存档备份，存于）
- The Farnborough Explorer